# Śniadanie mistrzów (film)
Śniadanie mistrzów (oryg. Breakfast of Champions) – amerykański niezależny film fabularny z 1999 roku, fantastycznonanukowa komedia w reżyserii Alana Rudolpha.
Adaptacja powieści Kurta Vonneguta pod tym samym tytułem.

## Obsada
- Bruce Willis – Dwayne Hoover
- Albert Finney – Kilgore Trout
- Nick Nolte – Harry LeSabre
- Barbara Hershey – Celia Hoover
- Glenne Headly – Francine Pefko
- Lukas Haas – George "Bunny" Hoover
- Omar Epps – Wayne Hoobler
- Vicki Lewis – Grace LeSabre
- Buck Henry – Fred T. Barry
- Ken Hudson Campbell – Eliot Rosewater / Gilbert
- Jake Johanssen – Bill Bailey
- Will Patton – Moe
- Chip Zien – Andy Wojeckowzski
- Owen Wilson – Monte Rapid
- Alison Eastwood – Maria Maritimo
- Michael Clarke Duncan – Eli
- Dawn Didawick – Lottie
- Kurt Vonnegut – Reżyser reklamy
- Lahmard J. Tate – Elmoro
- Michael Jai White – Howell
- Shawnee Smith – Bonnie McMahon
- Raymond O'Connor – Rabo Karabekian
- Tisha Sterling – Beatrice Keedsler